# Olexandr (Rešetňak)
Olexandr (světským jménem: Olexandr Olexijovyč Rešetňak; * 25. prosince 1964, Čmyrivka) je ukrajinský duchovní Pravoslavné církve Ukrajiny, arcibiskup jahotynský a vikář kyjevské eparchie.

## Život
Narodil se 25. prosince 1965 ve vesnici Čmyrivka (dnes v Luhanské oblasti).
Studoval na Starobilském zdravotnickém učilišti. Poté nastoupil na Oděský duchovní seminář a následně na Moskevskou duchovní akademii. Dne 14. srpna 1983 jej metropolita oděský a chersonský Sergij (Petrov) rukopoložil na diákona a v lednu následujícího roku na jereje. Byl jmenován vedoucím kanceláře, asistentem inspektora a přednášejícím Oděského duchovního semináře.
Roku 1986 byl poslán sloužit do chrámu svatých Petra a Pavla v Karlových Varech. O tři roky později byl osvobozen od služby v tomto chrámu a dán k dispozici ke službě v Pravoslavné církvi v českých zemích a na Slovensku. Metropolita pražský a celého Československa Dorotej jej ustanovil knězem v chrámu Zesnutí přesvaté Bohorodice na Olšanských hřbitovech. Přednášel také na teologické fakultě Univerzity Karlovy. Roku 1993 odešel do jurisdikce Ukrajinské pravoslavé církve Kyjevského patriarchátu.
Dne 15. ledna 1994 přijal mnišský postřih se jménem Olexandr na počest svatého Alexandra Něvského s povýšením na archimandritu a další den biskupskou chirotonii na biskupa bilocerkvenského a vikáře kyjevské eparchie. Působil též jako předseda ekonomického oddělení církve. Dne 22. října 2004 byl povýšen na arcibiskupa a 27. července 2005 ustanoven předsedou oddělení vnějších církevních vztahů.
Od 28. června 2013 nesl titul arcibiskup bohuslavský. Dne 15. prosince 2018 přešel na Sjednocujícím sněmu ukrajinských pravoslavných církví do jurisdikce Pravoslavné církve Ukrajiny, kde byl 7. listopadu 2023 jmenován arcibiskupem jahotynským.